# Vilsted
Vilsted er en landsby i Himmerland med 208 indbyggere  (2024), beliggende i Vilsted Sogn. Landsbyen hører til Vesthimmerlands Kommune og ligger i Region Nordjylland.
I den tidlige middelalder lå der i udkanten af Vilsted by en befæstet gård, Vilsted Slot. Gården blev i 1407 opkøbt af dronning Margrethe I, der som led i sin systematiske nedlæggelse af adelens befæstede borge lod den nedrive.
I 2006 genskabte man Vilsted Sø, som man ellers havde begyndt at afvande i 1869. Søen blev indviet 26. august 2006 af daværende miljøminister Connie Hedegaard, amtsborgmester Orla Hav og borgmester Jens Lauritzen. Genskabelsen af Vilsted Sø medvirkede til at sætte Vilsted på danmarkskortet. Siden har man årligt fejret søens "fødselsdag."
I årrækken 1970 til 2006 var Vilsted en del af Løgstør Kommune, men kom efter kommunesammelægningen (2007) med i en større kommune for hele Vesthimmerland.